# Taxeotis alloceros
Taxeotis alloceros là một loài bướm đêm trong họ Geometridae.